# لانی چپمن
لانی چپمن (انگلیسی: Lonny Chapman؛ ۱ اکتبر ۱۹۲۰ – ۱۲ اکتبر ۲۰۰۷) یک هنرپیشه اهل ایالات متحده آمریکا بود.
از فیلم‌ها یا برنامه‌های تلویزیونی که وی در آن نقش داشته است می‌توان به پرندگان، بیبی دال، از خط عبور می‌کنم و میثاق با مرگ اشاره کرد.